# Водний переріз
Во́дний пере́різ  — поперечний переріз потоку в гідрометричному створі для визначення витрат води в ньому. 
Виділяють живий водний переріз — частина, де швидкість течії більша від межі чутливості приладів, якими визначають витрати води; і мертвий простір — частина, де швидкість течії менша від межі чутливості приладів. Льодовий покрив у водному перерізі водотоку не враховується. 